# Salsa di pesce

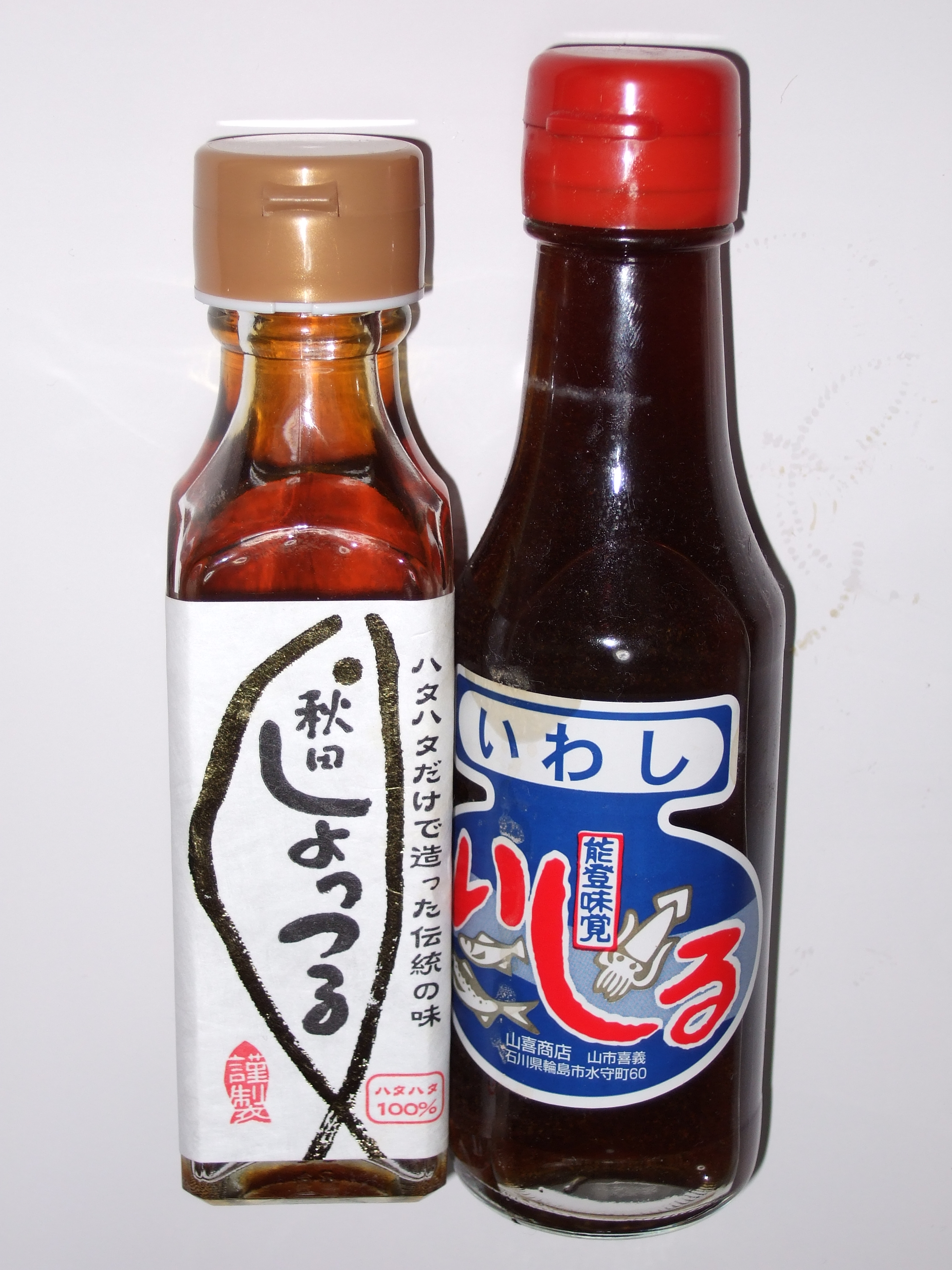
Salsa di pesce giapponese

La salsa di pesce è un condimento derivato da pesce che ha subito un lungo processo di fermentazione. È un ingrediente essenziale in molti piatti, zuppe e curry indocinesi e sostituisce il sale.

## Descrizione
È un ingrediente base per molte cucine come quella vietnamita, thailandese, laotiana, cambogiana, filippina, cinese e altri paesi del Sud-est asiatico. 
Può essere aggiunta a qualsiasi piatto durante il processo di cottura o mescolata ad altri condimenti in differenti maniere a seconda degli usi locali di ogni Paese menzionato: con il pesce, crostacei, molluschi, pollo e tutti i tipi di carne. Nella Cina del Sud, viene usata spesso nella zuppa, nel brodo e per la casseruola.

## Tipi

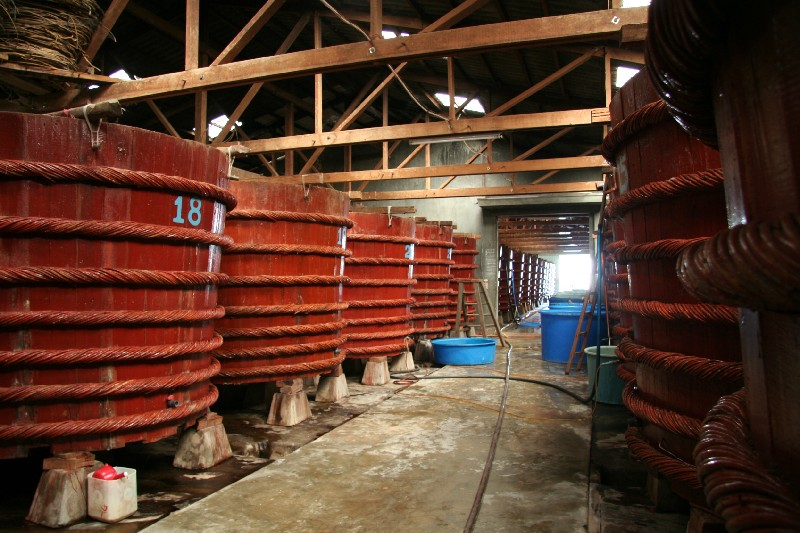
Fabbrica di salsa di pesce

Ce ne sono di molte varietà: forti e meno forti, alcune sono fatte con pesce crudo, altre con pesce essiccato, alcune con vari tipi di pesce, altre con solo una varietà. Si possono trovare anche varietà rare composte solo dalle viscere o di solo sangue. Possono essere al naturale o più o meno salate, con o senza erbe e/o spezie e talune piccanti.
La fermentazione provoca un particolare retrogusto che si avvicina al formaggio stagionato.

### Sud-est asiatico
La "salsa di pesce" del Sud-est asiatico è spesso composta da acciughe (o seppie), sale e acqua, e viene usata con moderazione perché dal sapore piuttosto intenso. Il tipo di pescato usato viene messo in casse di legno a fermentare con il sale e viene pressato lentamente fino a fare fuoriuscire il liquido di pesce.
Viene chiamata मीन सॉस (Meen sos) in India, 魚露 (Yú lù) in Cina, น้ำปลา (N̂ảplā) in Thailandia, nước mắm in Vietnam, ငံပြာရည် (nganpyaarrai) in Myanmar, ປາແດກ (paaedk) in Laos, ទឹកត្រី (tukatrei) in Cambogia e 어장 (eojang) in Corea, dove è usata come ingrediente cruciale per la preparazione del kimchi.
In Laos e nell'Isan, la regione nord-est thailandese al confine laotiano, viene prodotta artigianalmente anche una particolare salsa densa che ha un sapore e odore molto forti ed è ottenuta con una lunga macerazione di pesci d'acqua dolce. La versione laotiana è chiamata pha dek e quella dell'Isan pla ra.

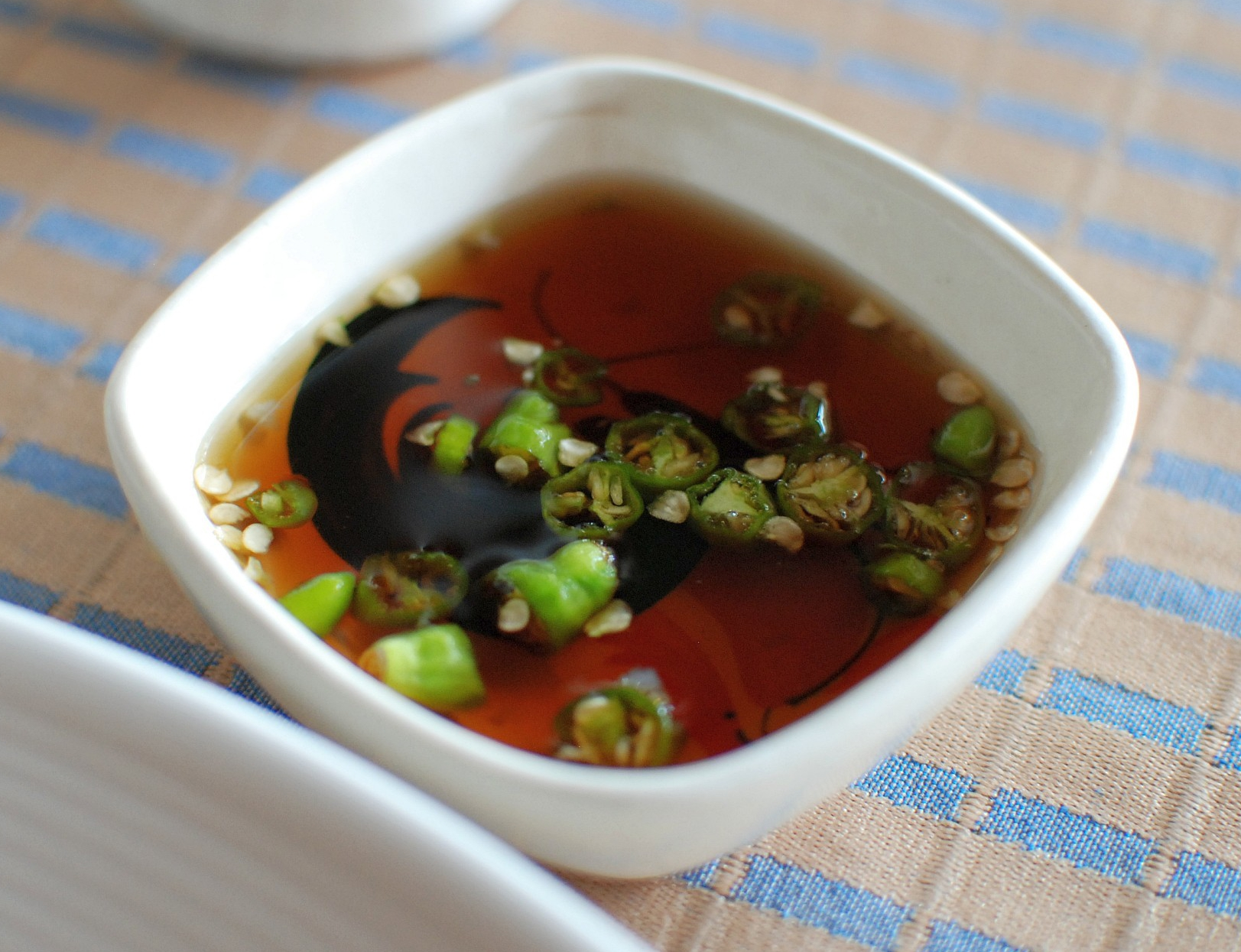
Prik nam pla

La semisolida pasta di pesce indonesiana trasi, la cambogiana ប្រហុក (prahok), le malesi krill, belacan o budu e la filippina patis, derivate tutte da acciughe, sono varianti sullo stesso tema. Sempre nelle Filippine, ma anche in Laos e nell'Isan, si usa spesso da sola come condimento a crudo sulle verdure, a volte amalgamata con acqua e qualche volta intiepidita.
Nel Sud-est Asiatico generalmente la salsa di pesce si usa nella cottura. Ci sono anche versioni meno salate che vengono usate come condimento a crudo. In Thailandia, dove tutte le varianti di salsa di pesce vengono usate sia per cucinare sia come condimento, viene servita al tavolo la prik nam pla, salsa di pesce con l'aggiunta di peperoncino fresco tagliato a fettine, nelle versioni più elaborate con succo di lime e aglio sminuzzato.

### Occidente

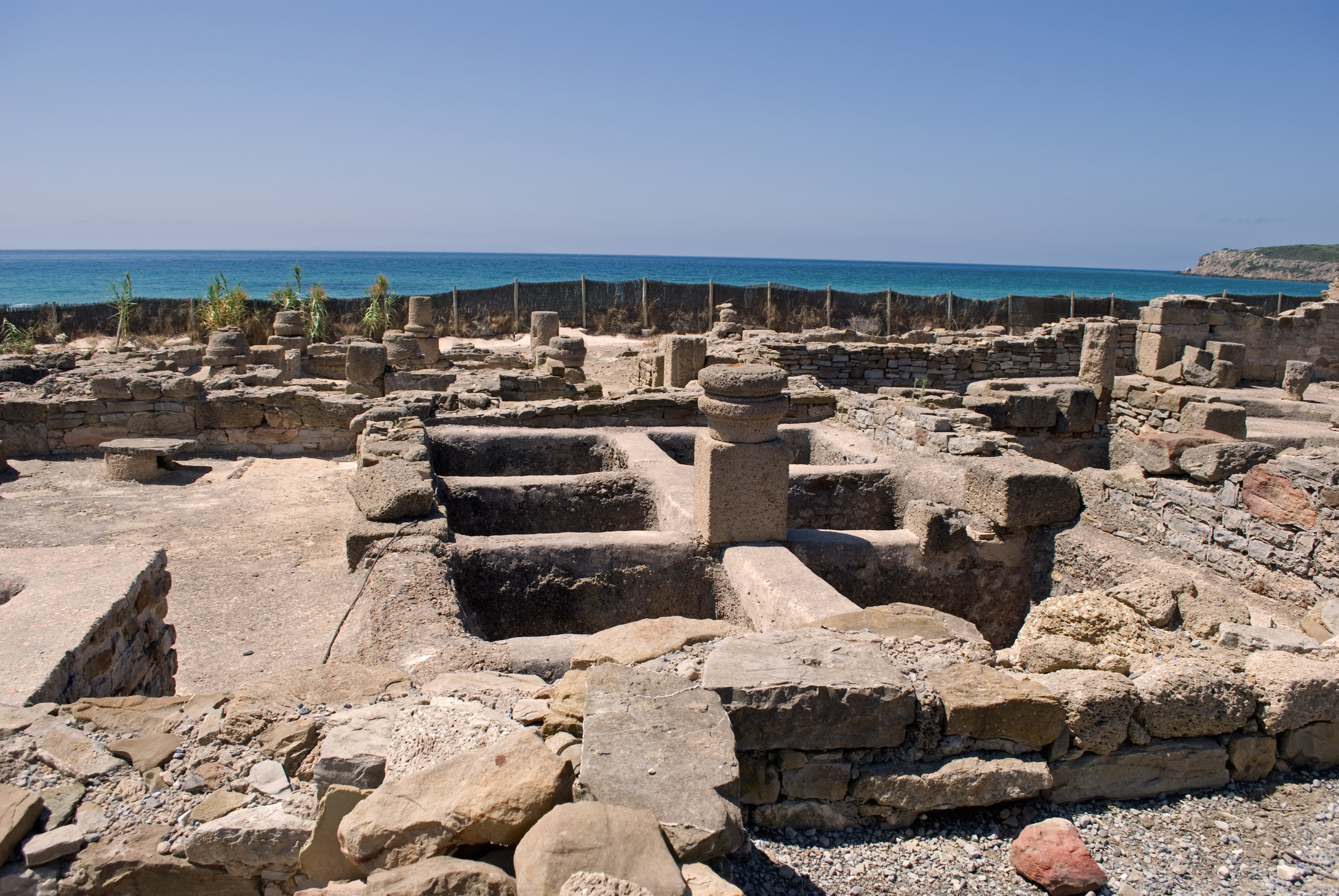
Rovine di una "fabbrica" di garum vicino a Tarifa, Spagna

La "salsa di pesce" asiatica potrebbe essere assimilata all'antico e scomparso garum, una salsa liquida di interiora di pesce e pesce salato che gli antichi Romani aggiungevano come condimento a molti primi piatti.
Alcuni sostengono fosse simile alla pasta d'acciughe, altri al liquido della salamoia delle acciughe sotto sale, ma molto probabilmente, durante i vari processi di lavorazione, si sarebbe potuto produrre entrambe le varietà, e quasi sicuramente ogni regione dell'Impero aveva la sua variante, probabilmente in base al pescato.
Nell'Italia odierna si trova invece la più classica pasta d'acciughe, un composto di alici essiccate e fermentate sotto sale poi private della testa e deliscate e successivamente tritate fino a rendere il composto cremoso. Viene usata in vari condimenti come amplificatore di gusto a varie pietanze come la pizza, la bagna càuda o il bagnun o semplicemente per farcire tartine, snack e salatini.
La variante italiana che si avvicina di più alla "salsa di pesce" asiatica è probabilmente la colatura di alici di Cetara, una salsa liquida trasparente dal colore ambrato che viene prodotta da un tradizionale procedimento di maturazione delle alici.